# لوك أونيل
لوك أونيل (بالإنجليزية: Luke O'Neill)‏ (20 أغسطس 1991 بسلاو في المملكة المتحدة - ) هو لاعب كرة قدم بريطاني في مركز الدفاع. شارك مع منتخب إنجلترا تحت 17 سنة لكرة القدم. أما مع النوادي، فقد لعب مع سكونثورب يونايتد وليستر سيتي ونادي بيرنلي ونادي ترانمير روفرز لكرة القدم ونادي ساوثيند يونايتد ونادي ليتون أورينت ونادي يورك سيتي ونادي كيترينغ تاون ونادي مانسفيلد تاون.

## مسيرته المهنية

### ليستر سيتي
ولد في سلاو ، بيركشاير جاء أونيل من خلال أكاديمية الشباب في ليستر سيتي وكان جزءًا من الفريق الذي فاز بالدوري الأكاديمي الممتاز في موسم 2006-07. في المرة الأولى في كأس رابطة الأندية الإنجليزية الفوز على ستوكبورت كاونتي في 12 أغسطس 2008 ، ومع ذلك لم يتم استخدامه في تلك المناسبة.
في 29 أغسطس 2008 ، بعد أيام قليلة من عيد ميلاده السابع عشر ، وقع أونيل عقدًا احترافيًا لمدة ثلاث سنوات ، وربطه بليستر حتى صيف 2011. ثم ظهر لأول مرة مع فريق ليستر في 2 سبتمبر 2008 ضد هارتلبول يونايتد في فوز 3-0 بدوري كرة القدم.
جاءت مشاركة أونيل التالية في الفريق الأول مع ليستر بعد عام تقريبًا عندما تم اختياره كبديل غير مستخدم في مباراة اليوم الافتتاحي ضد سوانزي سيتي. ظهر لأول مرة في موسم 2009-10 بعد ثلاثة أيام ، ولعب 90 دقيقة كاملة حيث فاز ليستر على ماكليسفيلد تاون 2-0 في كأس الرابطة. في 26 ديسمبر 2009 ، ظهر أونيل لأول مرة في الدوري مع ليستر ، حيث جاء كبديل في الشوط الأول ضد شيفيلد يونايتد ، ليحل محل جاك هوبز المصاب.

## وصلات خارجية
- لوك أونيل على موقع قاعدة بيانات كرة القدم.إي يو (الإنجليزية)
- لوك أونيل على موقع Soccerbase.com (لاعب) (الإنجليزية)
- لوك أونيل على موقع Soccerway.com (الإنجليزية)
- لوك أونيل على موقع AS.com (الإسبانية)